# Francisco Domingo Marqués
Francisco José Domingo y Marqués (n. 12 februarie 1842, Valencia, Comunitatea Valenciană, Spania – d. 1 ianuarie 1920, Madrid, Noua Castilie⁠(d), Spania) a fost un pictor spaniol în stil eclectic.

## Biografie

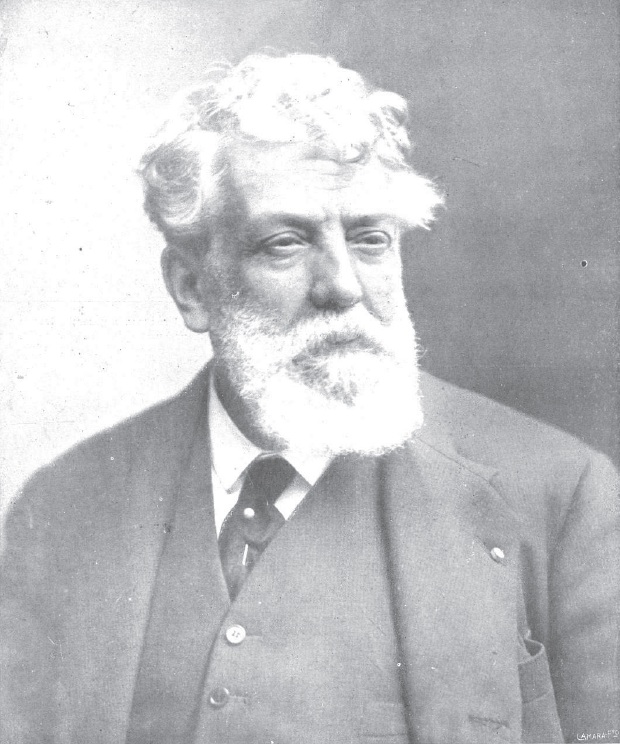
Domingo în ultimii săi ani. Fotografie de

S-a născut la Valencia, unde și-a început studiile la Real Academia de Bellas Artes de San Carlos, ca elev al lui Rafael Montesinos y Ramiro, un mare admirator al lui José de Ribera, ale cărui lucrări Domingo le-a copiat ca primele sale exerciții. În 1864, s-a mutat la Madrid pentru a-și continua studiile la Real Academia de Bellas Artes de San Fernando cu Federico de Madrazo. Trei ani mai târziu, i s-a acordat o pensie din partea „Diputación Provincial de Valencia” (guvernul local) pentru a-și continua studiile la Roma. A plecat acolo în 1868, unde a obținut un post în atelierul lui Eduardo Rosales.
În acest timp, și-a trimis lucrările la Expoziția Națională de Arte Plastice, câștigând mai multe premii pentru picturile sale în stil baroc. Suferind de efectele malariei, s-a întors în Spania și a predat la Academia de San Carlos timp de un an. Portretul său cu Sfânta Clara rugându-se a câștigat Premiul I la Expoziția din 1871. În același an, pensia i-a fost anulată, deoarece nu a arătat nicio înclinație de a se întoarce la Roma. Drept urmare, s-a mutat la Madrid, unde și-a găsit de lucru decorând diverse clădiri, inclusiv palatul lui Eduardo, Duque de Bailén.
S-a căsătorit în 1874 și, în anul următor, s-a mutat la Paris, unde lucrările sale constau în mare parte din scene istorice detaliate și portrete pentru patroni din înalta societate, dintre care mulți erau foști clienți ai lui Marià Fortuny. În această perioadă, a absorbit unele elemente din stilul lui Meissonier⁠(d), și și-a înviorat paleta sub influența impresioniștilor. tablourile sale au fost cumpărate de comerciantul de artă Etienne Haro, stabilit la Paris. De asemenea, a stabilit contacte cu comercinați de artă din Statele Unite. William Henry Vanderbilt⁠(d) și Augustin Daly⁠(d) s-au numărat printre cei care i-au cumpărat picturile.
Prezența sa în Dicționarul artiștilor Benezit este înscrisă ca „Domingo y Marques (Francisco)”. În aceasta se arată că a câștigat Prix de Rome 1867, a fost profesor al Academiei Sfântului Carol, Valencia, 1868, membru al Academiei Regale din Anvers, 1889. De asemenea, sunt înscrise unele dintre lucrările și vânzările sale. Vânzările lui Etienne Haro din 1892 și 1897 înregistrează cele două studii intitulate A Votre Sante.
În 1914, la începutul Primului Război Mondial, s-a întors la Madrid,  mutându-se cu fiul său Roberto (1883-1956), care era și el artist, cunoscut pentru picturile sale despre luptele cu tauri.  Trei ani mai târziu, a devenit membru al Academiei de San Fernando. În 1918, opera sa a făcut obiectul unei retrospective și al unui omagiu în Valencia sa natală. De asemenea, a primit „Ordinul civil al lui Alfonso al X-lea cel Înțelept”.  A murit la Madrid, la vârsta de 78 de ani. Mai târziu, în același an, Academia Regală a expus trei dintre picturile sale intitulate: Portretul unei doamne citind, Studiul capului fiului meu Marcelo și Cizmarul (vezi mai jos). Academia Regală îl descrie ca pe un artist tipic spaniol, imitându-i pe vechii maeștri spanioli și pe Goya.

## Selecție de picturi

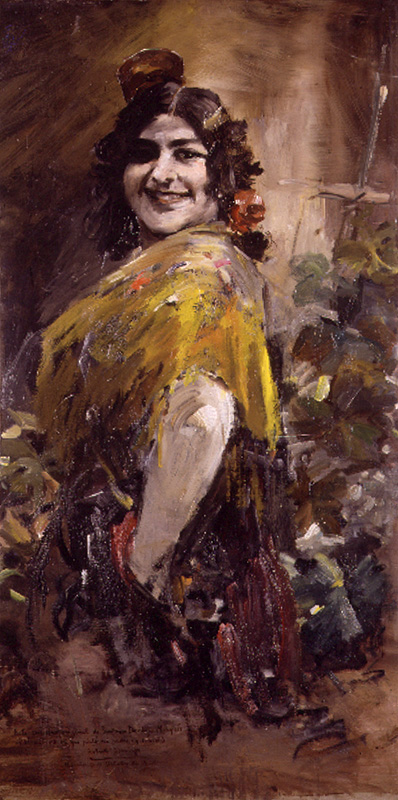
Andaluza (1920)
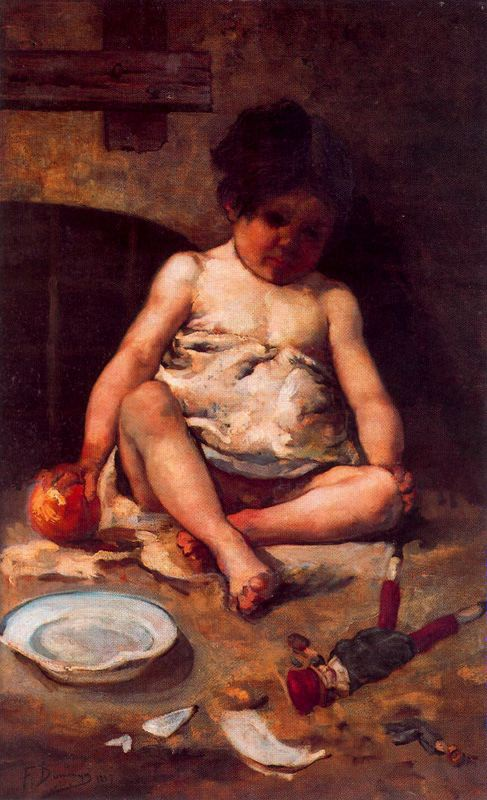
Figura unui copil (1887)
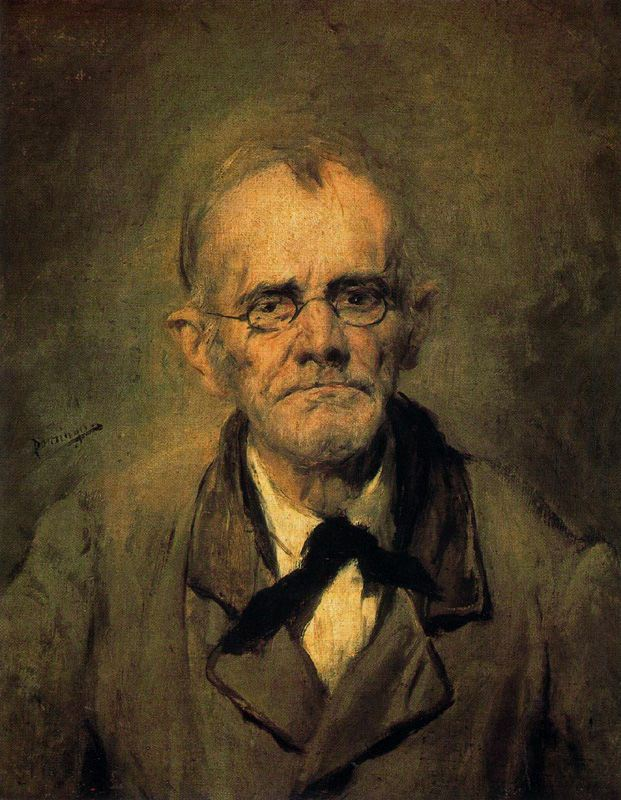
Cizmarul (1870/75)
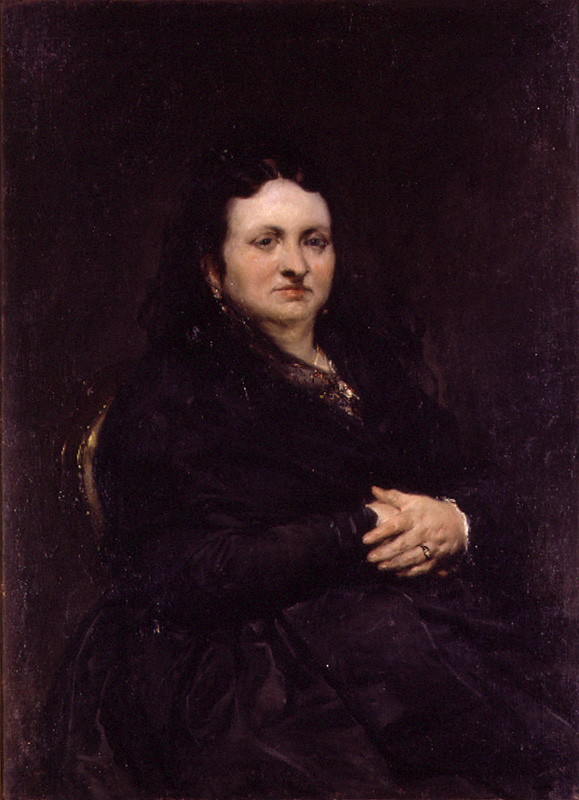
Doña Carmen Cervera (1870)
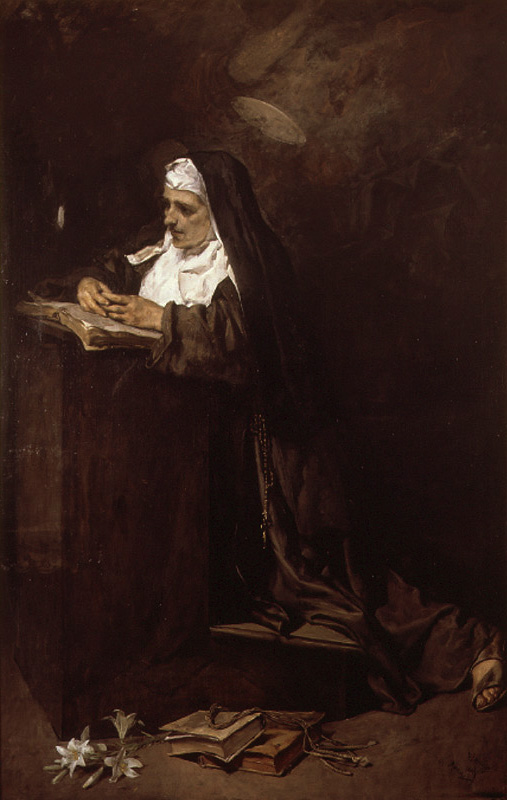
Santa Clara (1869)
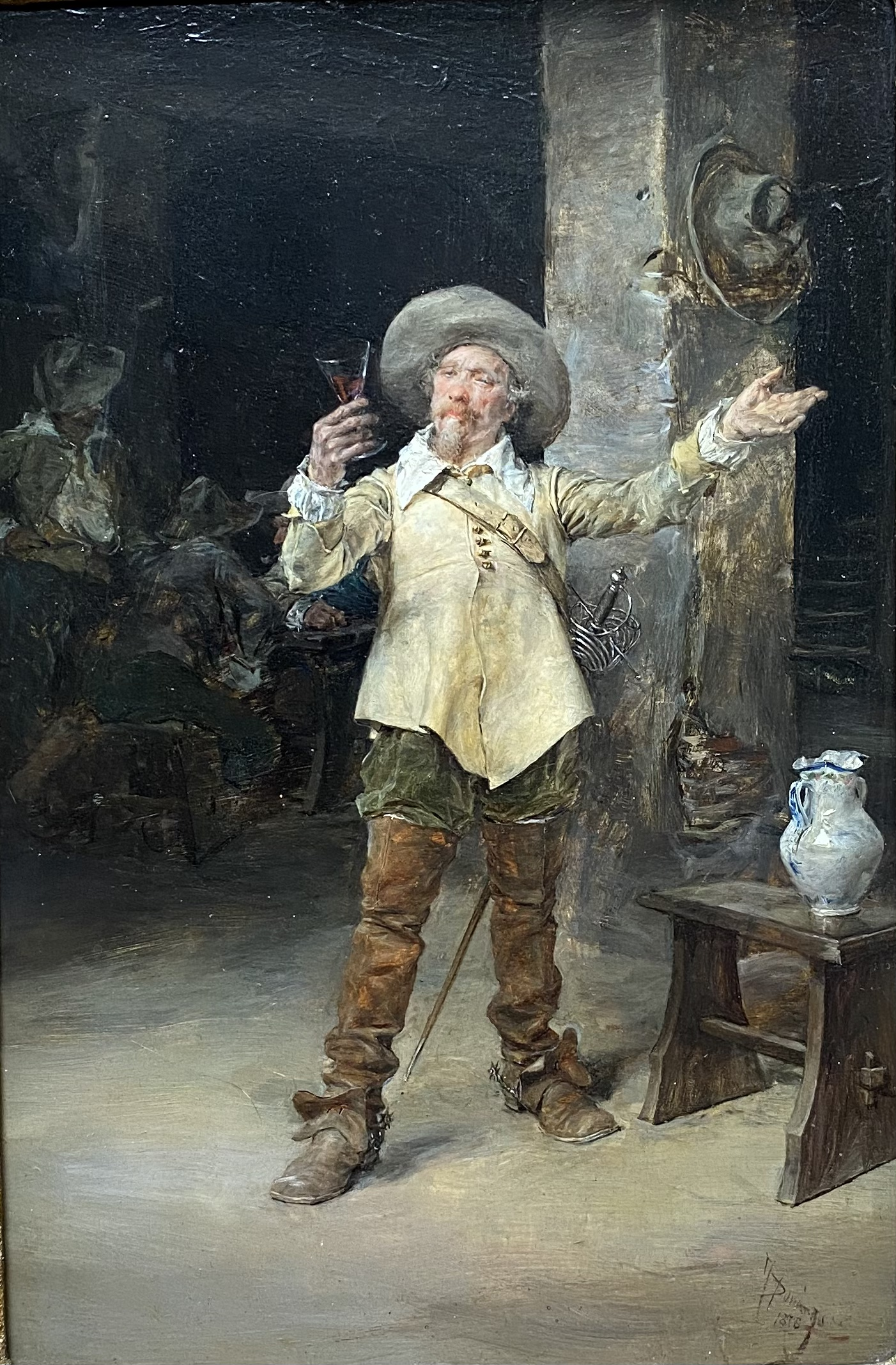
A Votre Propre Sante (1876)